# Max Perutz
Max Ferdinand Perutz (sinh ngày 19 tháng 5 năm 1914 - mất ngày 6 tháng 2 năm 2002) là nhà hóa học người Anh gốc Áo. Ông đoạt Giải Nobel Hóa học năm 1962 chung với John Kendrew vì những nghiên cứu về cấu trúc của protein hình cầu.

## Làm việc với các cậu học trò

### John Kendrew
Năm 1958, Max Perutz và John Kendrew nhận dạng cấu trúc của myoglobin bằng phương pháp tinh thể tia X. Đây là phát hiện quan trrongj, giúp cả hai đều nhận Giải Nobel Hóa học. Max Peruttz và John Kendrew là những nhà nghiên cứu tiên phong tại Phòng Thí nghiệm Cavendish (Đại học Cambridge) đã tiên phong nghiên cứu về tinh thể học protein từ năm 1947 để góp phần xây dựng Phòng Thí nghiệm Sinh học Phân tử MRC danh tiếng ngày nay.

### Francis Crick
Giữa tháng 2 năm 1953, Max Perutz có đưa cho Francis Crick một bản sao bài báo cáo cho Hội đồng Nghiên cứu Y khoa nhân chuyến thăm đến King's vào tháng 12 năm 1952, trong đó có rất nhiều tính toán về tinh thể học của Rosalind Franklin. Nhờ có bản sao này, Crick cùng với James Watson đã tìm ra được cấu tạo của DNA và giành Giải Nobel Y học và Sinh lý học năm 1962.